# コニシ (イラストレーター)
コニシは、日本のイラストレーター。長野県在住。
コニシ名義での活動が主であり、ひよこ西名義では『アーマードール・アライブ』の挿絵でのみ確認できる。

## 作品

### イラスト
- 艦隊これくしょん -艦これ-（金剛[2]、比叡[3]、榛名[4]、霧島[5]、翔鶴[6]、瑞鶴[2]、瑞鳳[7]、鈴谷[8]、熊野[9]、由良[10]、鬼怒[11]、阿武隈[12]、夕張[13]、阿賀野[14]、能代[15]、矢矧[16]、酒匂[17]、朝潮[18]、大潮[19]、満潮[20]、荒潮[21]、霰[22]、霞[23]、陽炎[24]、不知火[25]、黒潮[26]、舞風[27]、初風[28]、野分[29]、速吸[30]、嵐、萩風[31]、親潮[32]、Warspite[33]、Ark Royal、Jervis）コニシ名義
- ドラゴンフリート戦記 神眼の英雄提督（HJ文庫、原作：富永浩史）
- アーマードール・アライブ（講談社ラノベ文庫、原作：幾谷正）

### その他
- テレビアニメ版 艦隊これくしょん -艦これ-（キャラクターデザイン協力）[34]